# Федеріко Дімарко
Федеріко Дімарко (італ. Federico Dimarco, нар. 10 листопада 1997, Мілан) — італійський футболіст, захисник клубу «Інтернаціонале».

## Клубна кар'єра
Народився 10 листопада 1997 року в місті Мілан. Вихованець футбольної школи клубу «Інтернаціонале». 11 грудня 2014 року Дімарко дебютував за основний склад, замінивши Даніло Д'Амброзіо на 84-й хвилині матчу проти «Карабаха» (0:0) в груповому турнірі Ліги Європи. У другій половині сезону 2014/15 він регулярно включався в заявку на матчі «Інтера». 31 травня 2015 року Дімарко дебютував у Серії A, вийшовши на 89-й хвилині на заміну замість Родріго Паласіо у матчі проти «Емполі» (4:3). Цей матч так і залишився єдиним у чемпіонаті.
27 січня 2016 року футболіст був відданий в оренду до кінця сезону клубу італійської Серії Б «Асколі». 6 лютого Дімарко дебютував у новій команді, вийшовши в стартовому складі на матч з «Латиною». А наступний сезон 2016/17 провів у клубі вищого дивізіону «Емполі».
30 червня 2017 року за  3,91 млн. євро Дімарко перейшов у швейцарський «Сьйон». 23 липня 2017 він дебютував занову команду в швейцарській Суперлізі в грі з «Туном», але вже на 41-ій хвилині через перелом ноги змушений був покинути поле. Серйозна травма не дозволила гравцю провести повноцінний сезон, за який він встиг зіграти лише 9 матчів, після чого 5 липня 2018 року «Інтернаціонале» скористалось пунктом викупу і повернуло гравця за 7 мільйонів євро.
7 серпня 2018 року гравця було віддано в оренду в «Парма»  і протягом сезону він відіграв за пармську команду 13 матчів в національному чемпіонаті.
Повернувшись влітку 2019 року до «Інтера», провів протягом наступної половини сезону чотири гри за міланську команду в усіх турнірах, після чого у січні 2020 року був орендований «Вероною», в якій отримував значно більше ігрового часу. За півтора сезони провів за цю команду 50 матчів, забивши 5 голів.
Влітку 2021 року повернувся до «Інтернаціонале».

## Виступи за збірні
2012 року дебютував у складі юнацької збірної Італії, взяв участь у 54 іграх на юнацькому рівні, відзначившись 6 забитими голами. З командою до 17 років у 2013 році зіграв на юнацькому чемпіонаті Європи, де команда стала срібним призером. Цей результат дозволив команді того ж року поїхати і на юнацький чемпіонат світу в ОАЕ, де команда з Дімарко дійшла до 1/8 фіналу. Був учасником чемпіонату Європи 2016 року серед юнаків до 19 років, де разом зі збірною дійшов до фіналу, забивши на турнірі 4 голи.
2017 року у складі збірної Італії до 20 років поїхав на молодіжний чемпіонат світу у Південній Кореї і допоміг своїй команді здобути бронзові нагороди турніру.
У складі молодіжної збірної поїхав на домашній молодіжний чемпіонат Європи 2019 року.

## Статистика виступів

### Статистика клубних виступів
Станом на 27 серпня 2021 року
| Сезон                      | Команда                    | Чемпіонат                  | Чемпіонат | Чемпіонат | Національний кубок | Національний кубок | Національний кубок | Континентальні кубки | Континентальні кубки | Континентальні кубки | Інші змагання | Інші змагання | Інші змагання | Усього | Усього |
| Сезон                      | Команда                    | Ліга                       | Ігор      | Голів     | Ліга               | Ігор               | Голів              | Ліга                 | Ігор                 | Голів                | Ліга          | Ігор          | Голів         | Ігор   | Голів  |
| -------------------------- | -------------------------- | -------------------------- | --------- | --------- | ------------------ | ------------------ | ------------------ | -------------------- | -------------------- | -------------------- | ------------- | ------------- | ------------- | ------ | ------ |
| 2014–15                    | «Інтернаціонале»           | A                          | 1         | 0         | КІ                 | 0                  | 0                  | ЛЄ                   | 1                    | 0                    | -             | -             | -             | 2      | 0      |
| 2015–16                    | «Інтернаціонале»           | A                          | 0         | 0         | КІ                 | 0                  | 0                  | -                    | -                    | -                    | -             | -             | -             | 0      | 0      |
| 2015–16                    | «Асколі»                   | B                          | 15        | 0         | КІ                 | 0                  | 0                  | -                    | -                    | -                    | -             | -             | -             | 15     | 0      |
| 2016–17                    | «Емполі»                   | A                          | 12        | 0         | КІ                 | 1                  | 0                  | -                    | -                    | -                    | -             | -             | -             | 13     | 0      |
| 2017–18                    | «Сьйон»                    | СЛ                         | 9         | 0         | КШ                 | 0                  | 0                  | ЛЄ                   | 0                    | 0                    | -             | -             | -             | 9      | 0      |
| 2018–19                    | «Парма»                    | A                          | 13        | 1         | КІ                 | 1                  | 0                  | -                    | -                    | -                    | -             | -             | -             | 14     | 1      |
| 2019-січ. 2020             | «Інтернаціонале»           | A                          | 3         | 0         | КІ                 | 1                  | 0                  | ЛЧ                   | 0                    | 0                    | -             | -             | -             | 4      | 0      |
| січ.-серп. 2020            | «Верона»                   | A                          | 13        | 0         | КІ                 | 0                  | 0                  | -                    | -                    | -                    | -             | -             | -             | 13     | 0      |
| 2020–21                    | «Верона»                   | A                          | 35        | 5         | КІ                 | 2                  | 0                  | -                    | -                    | -                    | -             | -             | -             | 37     | 5      |
| Усього за Hellas «Верону»  | Усього за Hellas «Верону»  | Усього за Hellas «Верону»  | 48        | 5         |                    | 2                  | 0                  |                      | -                    | -                    |               | -             | -             | 50     | 5      |
| 2021–22                    | «Інтернаціонале»           | A                          | 2         | 0         | КІ                 | 0                  | 0                  | ЛЧ                   | 0                    | 0                    | СІ            | 0             | 0             | 2      | 0      |
| Усього за «Інтернаціонале» | Усього за «Інтернаціонале» | Усього за «Інтернаціонале» | 6         | 0         |                    | 1                  | 0                  |                      | 1                    | 0                    |               | 0             | 0             | 8      | 0      |
| Усього за кар'єру          | Усього за кар'єру          | Усього за кар'єру          | 103       | 6         |                    | 5                  | 0                  |                      | 1                    | 0                    |               | 0             | 0             | 109    | 6      |